# جاي بي. هوتو
جاي بي. هوتو (بالإنجليزية: J. B. Hutto)‏ هو عازف قيثارة وموسيقي أمريكي، ولد في 26 أبريل 1926 في كارولاينا الجنوبية في الولايات المتحدة، وتوفي في 12 يونيو 1983 في هارفي في الولايات المتحدة بسبب سرطان.

## وصلات خارجية
- جاي بي. هوتو على موقع ميوزك برينز (الإنجليزية)
- جاي بي. هوتو على موقع أول ميوزيك (الإنجليزية)
- جاي بي. هوتو على موقع ديسكوغز (الإنجليزية)